# Ворота Кайо
Воро́та Кайо́ (фр. Porte [du] Cailhau), также Дворцо́вые воро́та (Porte du Palais) — городские ворота конца XV века, находящиеся в историческом центре города Бордо (Франция). Находятся в собственности местной коммуны. С 1883 года включены в реестр исторических памятников Франции.

## Название
Ворота, наиболее известные как «Порт-Кайо», на карте 1450 года упоминаются как Porta deu Calhau, на литографии 1860-х годов — Porte du Cailhau («Порт-дю-Кайо»). Гасконское calhau означает «камень». Есть версия, что название перешло к воротам от пристани quai daü Caillaü — «каменной набережной» (ныне набережная Ришельё) — так как та первая в городе была вымощена речной галькой. В то же время это имя носила семья крупных буржуа, многие члены которой управляли городом в XIII—XIV веках. Другое название, «Дворцовые ворота», произошло от Дворца Омбриер, находившемся на противоположном конце Дворцовой площади, к которой выводили ворота.

## Расположение
Ворота, выходящие к Гаронне, существовали в городской крепостной стене ещё в XIV веке. Между 1493 и 1496 годами они были заменены нынешним сооружением, размещённым ближе к реке. Эти ворота, стоящие на берегу Гаронны и ведущие к Дворцовой площади, где в Средние века находилась резиденция герцогов Гиени дворец Омбриер (снесён в 1800 году), были главным входом в город во времена существования здесь порта. Они были построены между устьями двух важнейших для города притоков Гаронны, Пёгю (впадающей чуть выше по течению, близ Каменного моста) и Девезы (ниже по течению, в районе Церкви Святого Петра) — заболоченную речную дельту преобразовали в порт ещё римляне в I веке, и он просуществовал здесь со времён Бурдигалы вплоть до XX века, когда эта важнейшая городская экономическая зона была перенесена вниз по течению. Во времена постройки ворот набережных ещё не существовало: корабли бросали якорь посреди реки, тогда как к пологим берегам подходили разгружавшие их лодки и суда с небольшой осадкой.

## Описание

### Архитектура

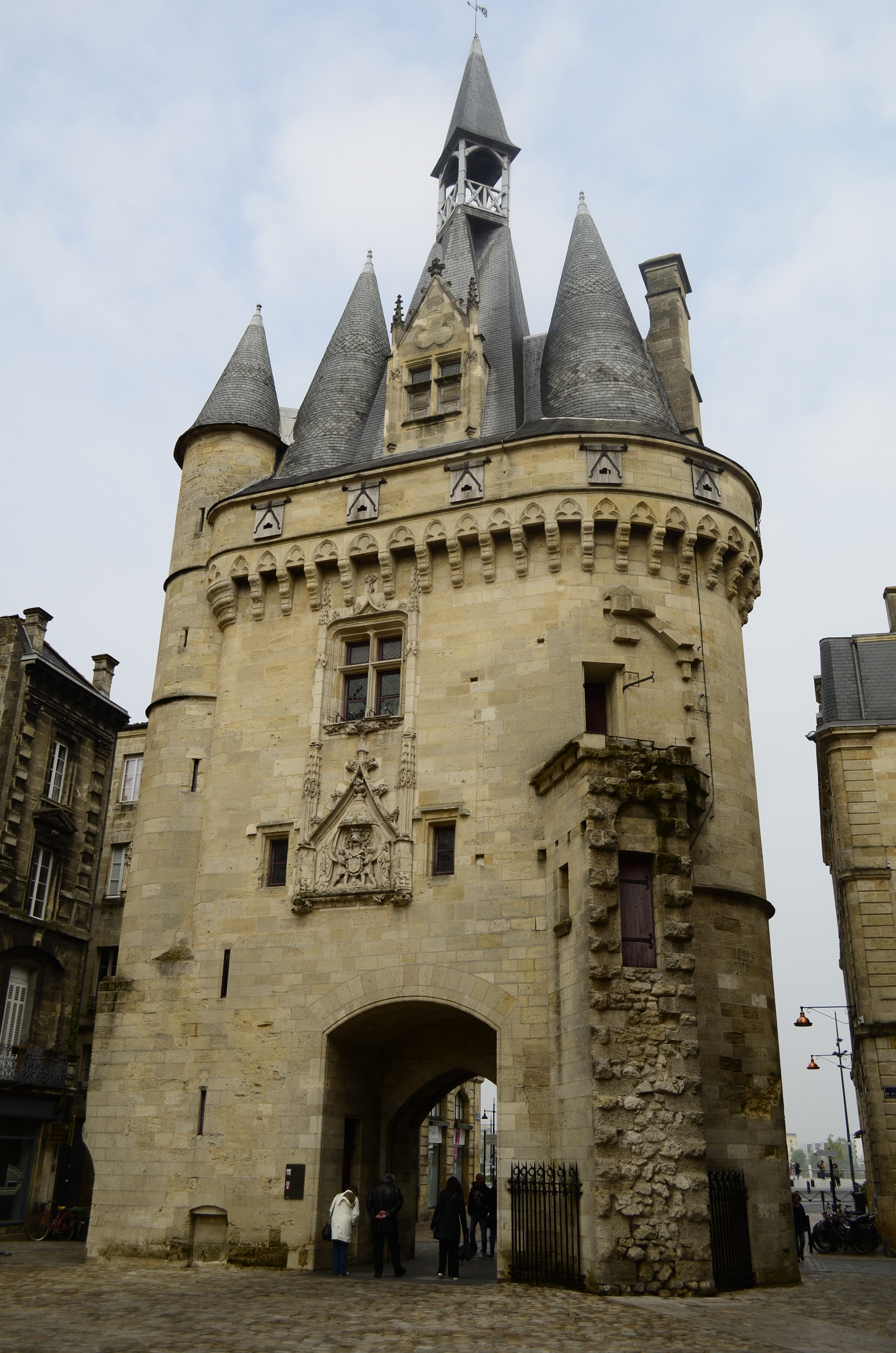
Западная сторона ворот, вид со стороны городской площади.

Сооружение высотой 35 метров состоит из двух соединённых воедино башен. Верх увенчан тремя конусообразными остроконечными башенками, над которыми возвышается изящная колокольня. Изначально ворота с обеих сторон были окружены куртинами, контролировавшими доступ в огороженный контур города (на юге, с внутренней стороны постройки, сохранился участок с кладкой крепостной стены шириной около 2 м и высотой от 8 до 10 м, в толще которого виднеются следы круговой лестницы).

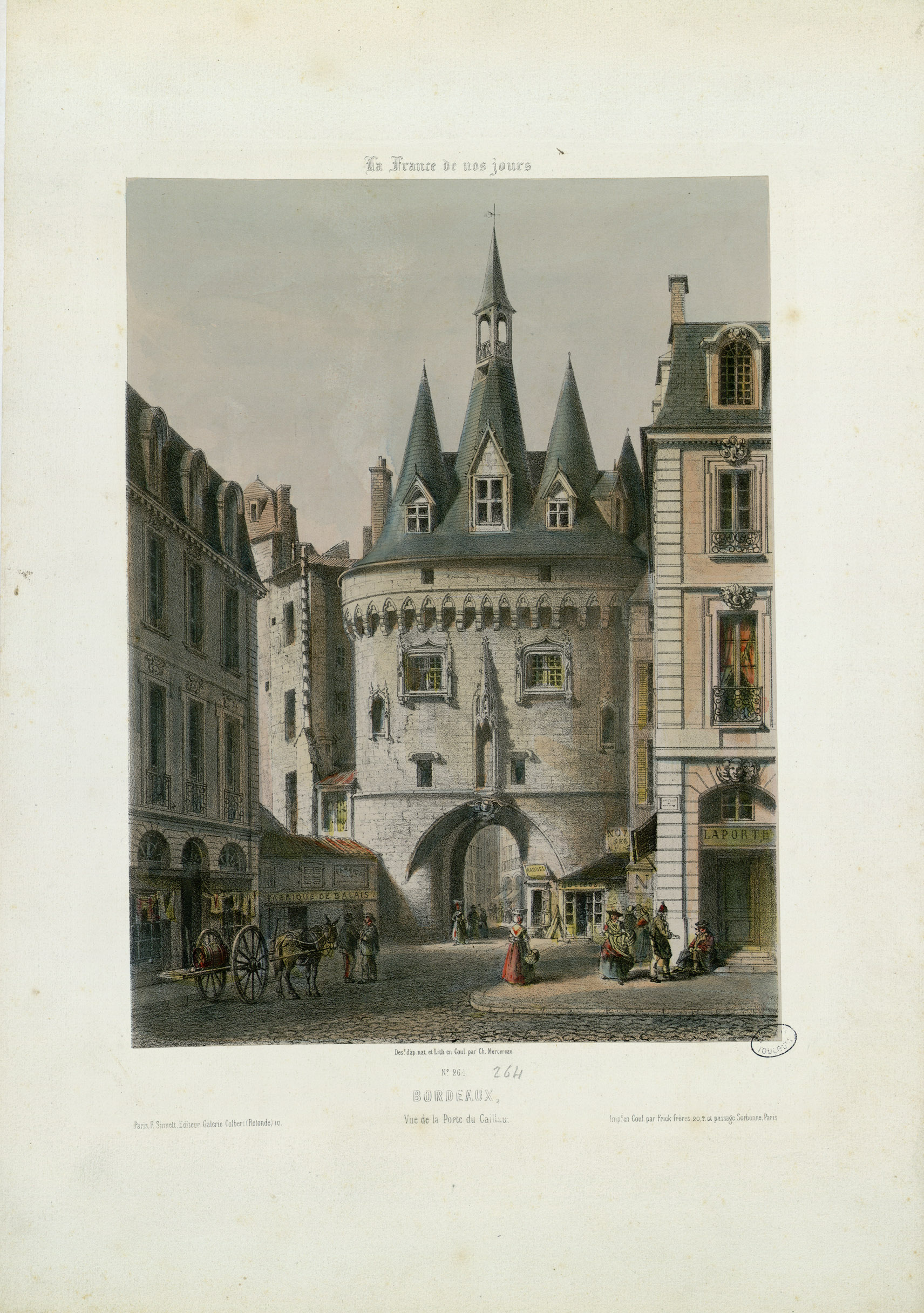
Вид на ворота со стороны реки, литография, ок. 1860 г.

Постройка асимметрична. С точки зрения стиля ворота являют собой переходное сооружение от Готики к Ренессасу. От Средневековья здесь унаследованы такие оборонительные элементы, как навесные бойницы по всему периметру башни, опускная решётка крепостных ворот, стенные бойницы и люкарны. В то же время акколады над двойными окнами, ниши, декорированные сенями и крыша, увенчанная элегантными башенками, несут в себе более декоративные и менее практичные черты архитектуры эпохи Возрождения. Следует отметить, что оборонительные элементы размещены равномерно как со стороны реки, для защиты от внешнего врага, так и со стороны города — вероятно, для возможности усмирения возмущённого населения.
В проёме ворот находится паз, в котором скользила опускная решётка. Другое отверстие, смещённое по диагонали в сторону реки, могло служить в качестве дыры-убийцы — оттуда могли кидать камни и прочие предметы на головы атакующих.
Небольшой проём с левой стороны внутренней части ворот, теперь наполовину ушедший под землю и ставший высотой около 1 метра, являлся проходом в башню — дверь стала непригодной к использованию и была заложена в XIX веке, когда после насыпных работ по сооружению набережной уровень земли повысился примерно на один метр.

### Декоративные элементы

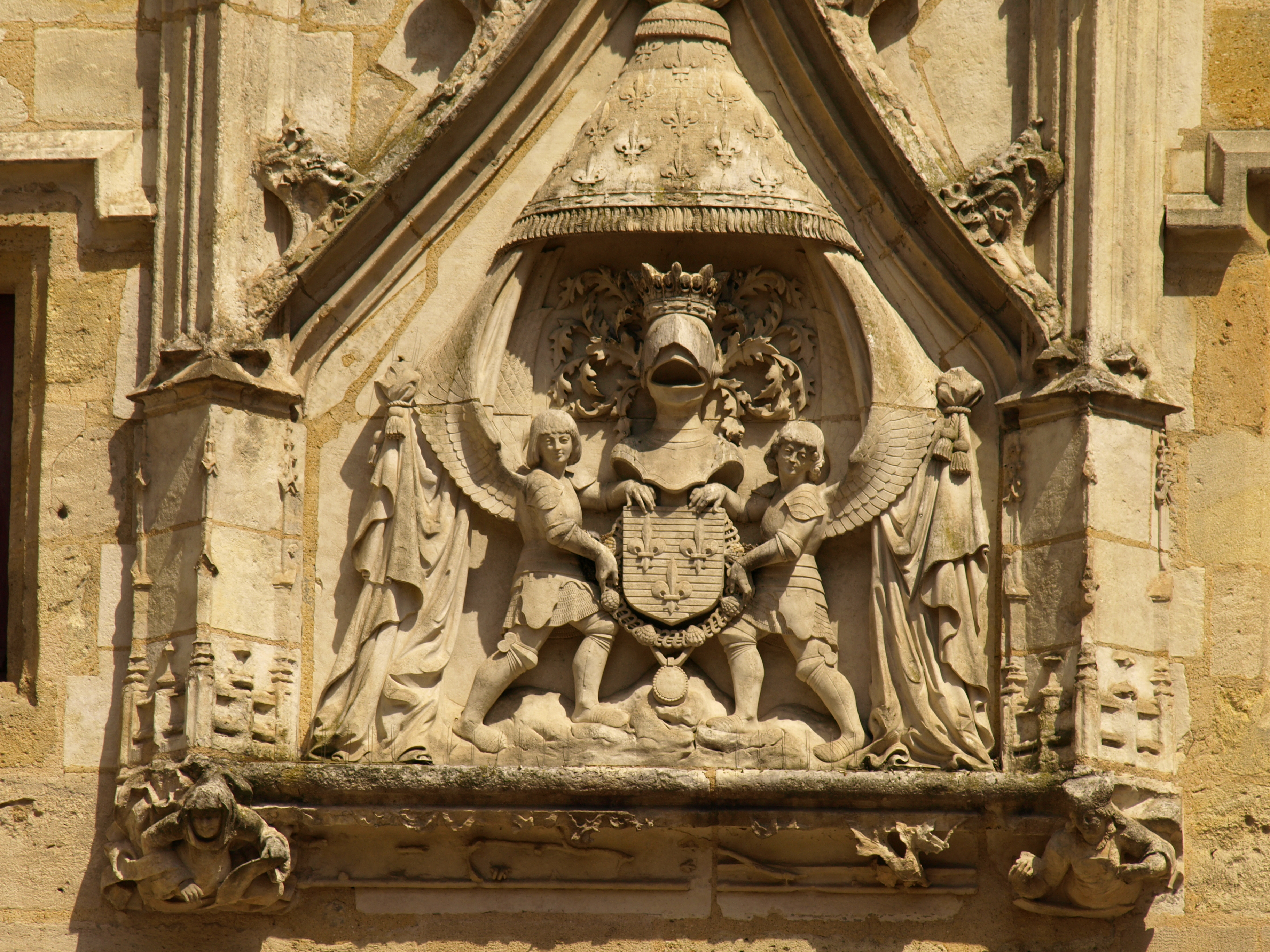
Фрагмент барельефа на западном фасаде (со стороны города).

На западном фасаде, со стороны Дворцовой площади, под большим окном находится барельеф, в центре которого изображены два ангела, поддерживающих гербовый щит с тремя королевскими лилиями.
На восточном фасаде, со стороны набережной, ворота украшают три статуи, посвящённые победе над итальянцами в битве при Форново (1495). В центральной нише находится скульптура Карла VIII, по бокам от неё, более мелкого масштаба — статуи Иоанна Богослова и кардинала д’Эперне — архиепископа Бордо, поддержавшего короля во время сражения. Установленная по центру проёма скульптура короля свидетельствует о том, что ворота также выполняли функцию триумфальной арки. Эта статуя, выполненная из белого мрамора, была разбита в 1793 году, на волне антимонархических настроений вскоре после революции. В 1880 году на её месте была установлена каменная реплика.
28 мая 1883 года ворота внесены в реестр исторических памятников Франции.